# The Suicide Squad - Missione suicida
The Suicide Squad - Missione suicida (The Suicide Squad) è un film del 2021 scritto e diretto da James Gunn.
Basato sul gruppo della Squadra Suicida di DC Comics, è il 10º film del DC Extended Universe (DCEU) e sequel stand-alone di Suicide Squad (2016). Vede protagonista un cast corale che include Idris Elba, John Cena, Margot Robbie, Joel Kinnaman, Daniela Melchior, Sylvester Stallone e Viola Davis.

## Trama
L'agente governativa Amanda Waller recluta il mercenario Savant nella Task Force X, una squadra di supercriminali ingaggiati dal governo per missioni sporche nota anche come Suicide Squad per via dell'alta mortalità delle missioni e dalla possibilità di essere giustiziati in caso di diserzione. Waller invia a Corto Maltese, un'isola antiamericana che ha subito di recente un colpo di stato, un gruppo guidato dal colonnello Rick Flag e composto dallo stesso Savant, dai veterani Harley Quinn e Capitan Boomerang e dai novellini Blackguard, Weasel, Javelin, Mongal e T.D.K.
Una volta sbarcato tuttavia il team viene intercettato dalle forze dell'isola, informate dal traditore Blackguard: quest'ultimo viene immediatamente ucciso insieme a Mongal, Capitan Boomerang, T.D.K e Javelin e solo Flag e Harley riescono a salvarsi, mentre Savant viene crudelmente giustiziato da Waller dopo aver tentato la fuga in preda al panico. Questa squadra si rivela tuttavia un diversivo per permettere l'accesso a Corto Maltese al vero gruppo d'assalto, guidato dal cinico mercenario Bloodsport, ricattato da Waller con minacce di morte a sua figlia Tyla, e composto dal folle vigilante pacifista Peacemaker, l'empatica ammaestratrice portoghese Ratcatcher II, il depresso supercriminale in grado di espellere pois corrosivi Polka-Dot Man e l'infantile squalo antropomorfo King Shark. Il loro obiettivo è assaltare la base scientifica Jötunheim e distruggere qualsiasi traccia del misterioso progetto Starfish: per farlo devono infiltrarsi nell'isola e catturare Thinker, scienziato a capo del progetto.
Nonostante i loro dissidi interni, i membri del gruppo vengono incaricati da Waller di salvare Flag, apparentemente catturato dai militari dopo una fuga nella giungla. Bloodsport, Peacemaker e King Shark massacrano il grosso dei nemici, scoprendo però che in realtà si trattava di un gruppo di ribelli guidati da Sol Soria che avevano salvato il colonnello: nonostante l'incidente la squadra stringe un'alleanza col gruppo e si reca a catturare Thinker insieme all'autista Milton. Nel frattempo Silvio Luna, dittatore di Corto Maltese, corteggia Harley per via dei suoi atteggiamenti antiamericani e le propone di sposarlo, ma quando la pazza apprende che l'uomo vuole usare il progetto Starfish contro i dissidenti del suo regime e le loro famiglie sceglie di ucciderlo per evitare un altro fidanzato violento che possa farle del male. Il potere passa quindi al sadico generale Mateo Suarez, che mette i suoi uomini sulle tracce della squadra, ma nonostante questo imprevisto i membri del team riescono comunque a catturare Thinker e vanno a salvare Harley, che tuttavia è riuscita a liberarsi con le sue sole forze e a raggiungerli.
La squadra, che nel frattempo ha avuto modo di legare e di raccontarsi le proprie tragiche storie personali, dà così l'assalto a Jothunaim e Flag e Ratcatcher II si recano nei sotterranei della fortezza insieme a Thinker, scoprendo che il misterioso progetto Starfish non è altri che l'alieno Starro, torturato per trent'anni nel tentativo di sfruttarlo come arma. Scoprendo che dietro a Starfish e ai crudeli esperimenti sui civili vi è sempre stato il governo americano, Flag prova a rubare le prove sul progetto per diffonderli alla stampa, ma viene raggiunto da Peacemaker che rivela di lavorare per Waller e di essere stato incaricato di distruggere le prove. In quel momento il resto della squadra, incaricata di piazzare gli esplosivi per distruggere Jothunaim, ha uno scontro coi militari e mentre Milton rimane ucciso Polka-Dot Man attiva troppo presto gli esplosivi. Nella confusione che segue Starro si libera dopo aver fatto a pezzi Thinker mentre Peacemaker uccide a malincuore Flag dopo un arduo scontro: subito dopo il vigilante decide con riluttanza di uccidere anche l'amica Ratcatcher II, unica testimone degli eventi, ma viene raggiunto dal rivale Bloodsport che lo neutralizza sparandogli alla gola.
Ormai libero, Starro esce all'esterno e dopo essere stato attaccato uccide Suarez e i suoi uomini trasformandoli in zombie sotto il suo controllo e inizia a distruggere Corto Maltese per sfogare la rabbia per la prigionia e gli abusi subiti. Riprendendo le comunicazioni, Waller dichiara conclusa la missione e ordina alla squadra di abbandonare l'isola e di lasciare che l'alieno distrugga il paese antiamericano: seppur esitante, Bloodsport rifiuta di obbedire all'ennesimo ordine spietato e guida i compagni rimasti verso l'alieno, disertando dalla missione mentre Waller viene tramortita dai suoi assistenti, decisi ad aiutare i supercriminali. Nello scontro che segue Polka-Dot Man trova il coraggio di ferire Starro con l'aiuto di King Shark, ma viene rapidamente ucciso per ritorsione e il resto del team viene sconfitto. Rimasto solo contro gli zombie, Bloodsport riesce a salvare l'amica Ratcatcher II dalle grinfie dell'alieno: ricordando gli insegnamenti del padre defunto sulla possibilità dei reietti di avere uno scopo, la ragazza aizza tutti i topi della città contro Starro e riesce a ucciderlo anche grazie al supporto di Harley che, utilizzando il giavellotto affidatole in punto di morte da Javelin, riesce ad aprire un varco nell'unico occhio dell'alieno, permettendo ai roditori di divorarlo dall'interno.
Mentre Sol Soria e i suoi uomini, riusciti a prendere il controllo del governo grazie alle azioni della squadra, esultano per la liberazione di Corto Maltese, Bloodsport ricatta Waller utilizzando le prove del coinvolgimento americano nel progetto Starfish e ottiene la libertà per sé stesso, per la figlia Tyla e per Harley, Ratcatcher e King Shark, unici superstiti dei quattordici membri della squadra mandati in missione. Seppur tristi per la morte di Flag e Polka-Dot Man, i quattro possono quindi lasciare l'isola, ormai liberi e considerati degli eroi dal resto del mondo.
In una scena prima dei titoli di coda Weasel, apparentemente annegato in mare all'inizio della missione, si risveglia all'improvviso e fugge via dalla spiaggia di Corto Maltese. In una scena dopo i titoli di coda, i due agenti della Waller John Economos ed Emilia Harcount giungono in un ospedale, in attesa che Peacemaker, miracolosamente sopravvissuto allo scontro con Bloodsport, si riprenda e possa aiutarli a salvare il mondo.

## Personaggi
- Harleen Quinzel / Harley Quinn, interpretata da Margot Robbie: una giovane e affascinante criminale psicopatica, ex psichiatra del folle Joker.[1] Robbie ha affermato che il film avrebbe mostrato un nuovo lato del personaggio rispetto alle sue precedenti apparizioni.[2]
- Robert DuBois / Bloodsport, interpretato da Idris Elba: un cinico e solitario mercenario che possiede un'armatura tecnologicamente avanzata con armi utilizzabili solo da lui.[1] Inizialmente Elba era stato scelto per sostituire Will Smith nel ruolo di Deadshot, ma in seguito il suo ruolo venne cambiato.[3][4]
- Christopher Smith / Peacemaker, interpretato da John Cena: uno squilibrato vigilante che crede nella pace ad ogni costo, arrivando a uccidere per ottenerla. Cena ha definito il suo personaggio "un Capitan America più stronzo". Dave Bautista era la prima scelta per il personaggio ma ha declinato in favore di Army of the Dead.[1]
- Rick Flag, interpretato da Joel Kinnaman: un militare di buon cuore, leader sul campo della Suicide Squad.[1][5] Kinnaman ha definito il personaggio più sciocco, meno logoro, più ingenuo e divertente rispetto al precedente film[6], ritenendolo quasi come parte di un altro universo, inoltre Gunn ha detto che sulla sua maglietta doveva esserci Willy il Coyote ma lo ha ritenuto eccessivo.
- Nanaue / King Shark, doppiato da Sylvester Stallone: un ibrido uomo-squalo obeso ed infantile, con una grande passione per la carne umana.[7] Steve Agee è stato usato come riferimento fisico sul set per il personaggio, creato poi in computer grafica.[1]
- Amanda Waller, interpretata da Viola Davis: agente governativa a capo del programma Task Force X.[8]
- Cleo Cazo / Ratcatcher II interpretata da Daniela Melchior, e da Maya Le Clark da giovane,[1] doppiata da Erica Necci: una ladra portoghese che ha il potere di controllare i ratti.
- Abner Krill / Polka-Dot Man interpretato da David Dastmalchian: un depresso supercriminale con il potere di espellere pois corrosivi dal proprio corpo.[9]
- Gaius Grieves / Thinker, interpretato da Peter Capaldi: un sadico scienziato a capo del progetto Starfish.[1][10]
- Milton, interpretato da Julio Cesar Ruiz: autista di autobus e partigiano di Corto Maltese al servizio della squadra.

Fanno parte del cast anche:
- George Harkness / Capitan Boomerang, interpretato da Jai Courtney: un rapinatore australiano che usa dei boomerang in combattimento.[11]
- Brian Durlin / Savant, interpretato da Michael Rooker: un rude mercenario dotato di mira infallibile.[1]
- Sol Soria, interpretata da Alice Braga: leader della resistenza di Corto Maltese;[1]
- Dick Hertz / Blackguard, interpretato da Pete Davidson: un giovane criminale inesperto e strafottente. Secondo l'attore è "uno che cade nei suoi stessi tranelli".[1][10]
- Cory Pitzner / The Detachable Kid / T.D.K., interpretato da Nathan Fillion: un taciturno supercriminale che usa i suoi arti superiori come armi.[1][12]
- Weasel, interpretato da Sean Gunn: donnola antropomorfa che ha ucciso 27 bambini. Gunn è inoltre in un cameo come il supercriminale Calendar Man, interpretando così un ruolo in CGI ed uno in carne ed ossa;[1]
- Gunter Braun / Javelin, interpretato da Flula Borg: ex atleta tedesco diventato un criminale armato di giavellotto.[1][13]
- Mongal, interpreteta da Mayling Ng: guerriera aliena responsabile di vari genocidi.[1]
- Mateo Suárez, interpretato da Joaquín Cosío: spietato generale di Corto Maltese nonché braccio destro del presidente Luna.

Gli antagonisti principali del film sono: Juan Diego Botto che interpreta Silvio Luna, presidente e dittatore di Corto Maltese; e Starro. Taika Waititi, Jared Leland Gore e Stephen Blackheart interpretano rispettivamente il primo Ratcatcher, Double Down e il pilota Briscoe. L'attrice Natalia Safran come in Aquaman (2018) e Shazam! (2019) fa il suo cameo in un film del DCEU nei panni di Caleidoscopio, criminale presente nei fumetti. Storm Reid interpreta Tyla, la figlia di Bloodsport; Steve Agee, Jennifer Holland e Tinashe Kajese interpretano John Economos, Emilia Harcourt e Flo Crawley, tre alleati della Waller. Altri camei presenti nei film comprendono John Ostrander che appare nel ruolo del Dr. Fitzgibbon, Lloyd Kaufman che ha un cameo nel film alla Gaita Amable, Lynne Ashe che interpreta la madre di Polka-Dot Man, Pom Klementieff che interpreta una ballerina della Gaita Amable e Mikaela Hoover, cara amica di Gunn, che interpreta Camila, la segretaria di Suarez. Inoltre il doppiatore Dee Bradley Baker ha fornito i versi per Sebastian il topo. Will Smith avrebbe dovuto riprendere il ruolo di Deadshot ma a causa di altri impegni non ha preso parte al film. Il suo personaggio non è stato interpretato da Elba come inizialmente era previsto ma è stato cambiato per dare la possibilità a Smith di ritornare in futuro nel franchise.

## Produzione

### Sviluppo
Nel marzo 2016, prima dell'uscita di Suicide Squad (2016), la Warner Bros. annunciò lo sviluppo di un sequel. David Ayer e Will Smith sarebbero dovuti tornare come regista e interprete di Deadshot, e l'inizio delle riprese venne programmato per il 2017, dopo il termine della produzione di Bright (2017). Nell'aprile 2016, Ayer espresse il suo interesse nel realizzare un sequel vietato ai minori, ma nel dicembre successivo il regista decise di lasciare la regia del film per dedicarsi allo sviluppo di una pellicola basata sul fumetto Gotham City Sirens, con protagonista Margot Robbie nel ruolo di Harley Quinn.
La Warner Bros. iniziò a cercare un sostituto di Ayer, e nel febbraio 2017 venne riportato che Mel Gibson era stato avvicinato per dirigere il film. Tra i registi presi in considerazione dalla Warner Bros. vi erano anche Daniel Espinosa, Jonathan Levine, David S. Goyer e Ruben Fleischer. Nel marzo 2017 Adam Cozad venne assunto per scrivere la sceneggiatura di Suicide Squad 2. Ritardi nella consegna della sceneggiatura spostarono l'inizio delle riprese alla metà del 2018 e Gibson fu costretto a lasciare il progetto. Nel luglio 2017 venne riportato che Jaume Collet-Serra figurava tra i registi considerati dallo studio, e nello stesso periodo Zak Penn presentò un trattamento del film alla Warner Bros. Venne inoltre riportato che Smith e Robbie avrebbero ripreso i loro ruoli dal primo film. Sempre a luglio, Collet-Serra venne scelto dai Walt Disney Studios per dirigere Jungle Cruise (2021) e le trattative con la Warner Bros. si interruppero; Collet-Serra spiegò inoltre che di aver lasciato il film poiché non voleva continuare una storia iniziata da un altro regista.
Nell'agosto 2017 venne riportato che Jared Leto avrebbe ripreso il ruolo di Joker, e Justin Kroll di Variety riportò che la produzione del film sarebbe iniziata verso la fine del 2018, quando Smith sarebbe stato libero dagli impegni di Aladdin (2019) e Gemini Man (2019). A settembre Gavin O'Connor venne assunto per dirigere il film e co-scriverlo insieme a Anthony Tambakis. Nel giugno 2018 O'Connor era al lavoro sulla sceneggiatura insieme a David Bar Katz e Todd Stashwick, e intorno a settembre dello stesso anno consegnarono la prima stesura alla Warner Bros. La sceneggiatura di O'Connor includeva il villain Black Adam, che avrebbe dovuto essere interpretato da Dwayne Johnson. Nell'ottobre 2018 O'Connor lasciò il film per dedicarsi al film Tornare a vincere (2020).

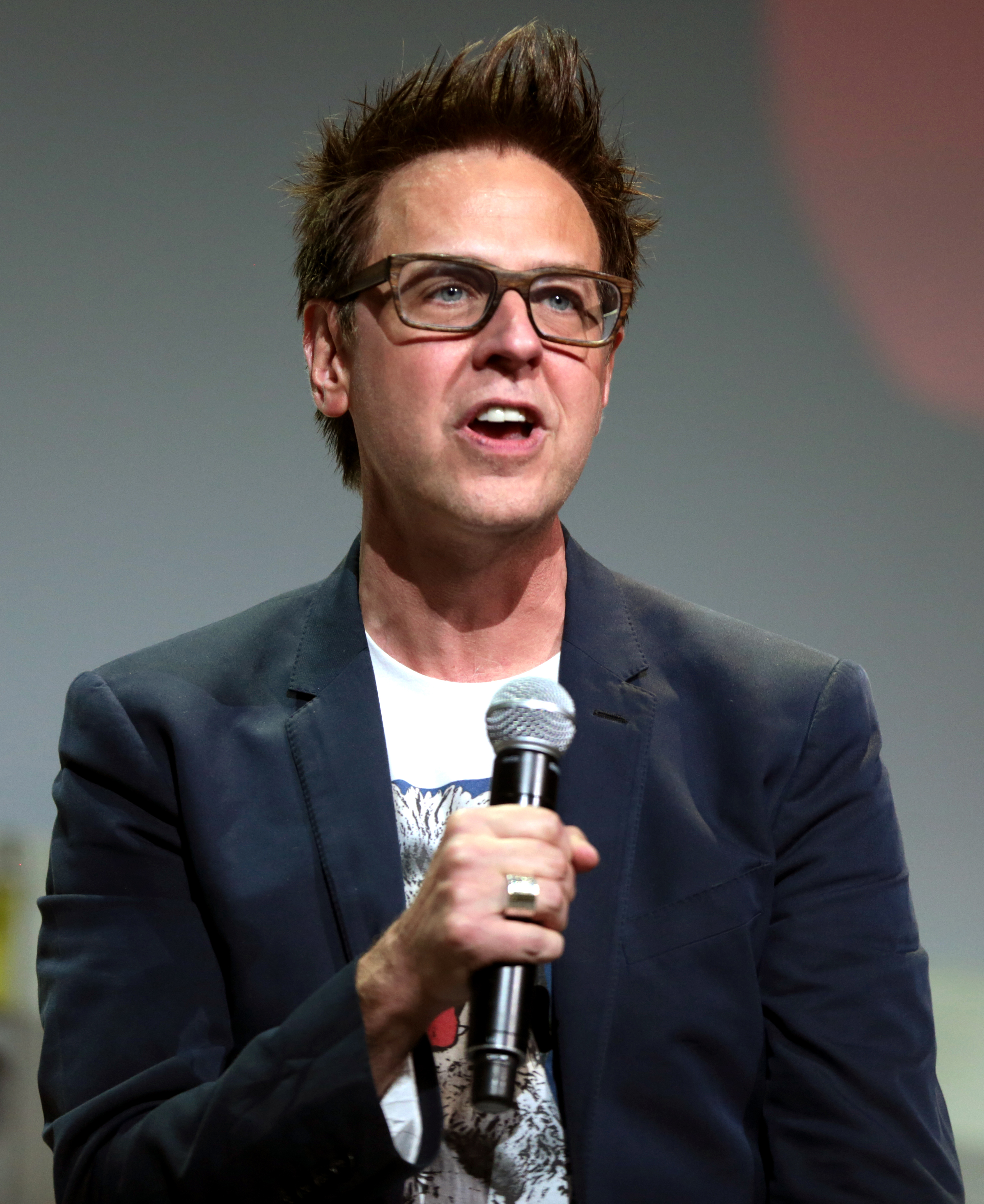
Il regista e sceneggiatore James Gunn al San Diego Comic-Con 2016.

Nel luglio 2018, James Gunn venne licenziato dalla regia del film Guardiani della Galassia Vol. 3 dei Marvel Studios in seguito alla ricomparsa di alcuni vecchi e controversi commenti su Twitter. Nell'ottobre 2018, dopo che Gunn finalizzò il suo licenziamento con la Walt Disney Company, la Warner Bros. lo assunse per scrivere e possibilmente dirigere il sequel di Suicide Squad. Nel gennaio 2019 venne annunciato che il film sarebbe stato intitolato The Suicide Squad e la data di uscita venne fissata per il 6 agosto 2021. Il titolo venne scherzosamente suggerito da Gunn. Nello stesso periodo Gunn entrò in trattative per dirigere il film, che venne descritto come un "rilancio" con un cast quasi totalmente nuovo piuttosto che un sequel diretto di Suicide Squad. Charles Roven e Peter Safran sono i produttori del film, e Zack Snyder e Deborah Snyder figurano tra i produttori esecutivi.

### Pre-produzione
Nei mesi successivi al suo ingaggio, Gunn consegnò diverse bozze della sceneggiatura alla Warner Bros., che si disse "molto soddisfatta". Gunn spiegò che The Suicide Squad non sarebbe stato un sequel né un reboot del film del 2016, definendolo "una cosa a parte". Come ispirazione principale per il film, Gunn citò i fumetti della Squadra Suicida degli anni ottanta curati da John Ostrander e Kim Yale, spiegando che il film non avrebbe adatto una storia in particolare ma avrebbe avuto lo spirito di quei fumetti. Gunn affermò che ogni membro della Suicide Squad nel film è ispirato a un diverso genere cinematografico. Come ispirazione Gunn citò anche il film Quella sporca dozzina (1967), definendo The Suicide Squad la "versione supereroistica" di quel film.
Nel febbraio 2019 Smith rivelò che non avrebbe preso parte al film a causa di conflitti con altri impegni. A marzo, Idris Elba entrò in trattative per sostituire Smith nel ruolo di Deadshot, e venne riportato che alcuni attori del primo film avrebbero ripreso i loro ruoli, tra cui Robbie nel ruolo di Harley Quinn e Joel Kinnaman nel ruolo di Rick Flag. Nello stesso mese Jai Courtney confermò che avrebbe ripreso il ruolo di Capitan Boomerang, e venne riportato che il film avrebbe incluso i personaggi di Ratcatcher, Polka-Dot Man, King Shark e Peacemaker. Ad aprile venne confermato il ritorno di Viola Davis nel ruolo di Amanda Waller, e nello stesso periodo la produzione decise che Elba avrebbe interpretato un nuovo personaggio, in modo da non escludere un eventuale ritorno di Smith nel futuro. Dave Bautista, con cui Gunn aveva già lavorato per i film sui Guardiani della Galassia, era tra le scelte principali di Gunn per il ruolo di Peacemaker, ma Bautista dovette rinunciare a causa di conflitti di riprese con il film Army of the Dead (2021). Ad aprile John Cena entrò in trattative per il ruolo. Nello stesso mese David Dastmalchian e Daniela Melchior entrarono nel cast nei ruolo di Polka-Dot Man e Ratcatcher. A maggio venne confermato il ritorno di Kinnaman. A luglio Storm Reid entrò nel cast nel ruolo della figlia del personaggio di Elba, seguita ad agosto da Flula Borg, Nathan Fillion, e Steve Agee. Nello stesso mese Taika Waititi entrò in trattative per un ruolo sconosciuto. A inizio settembre Peter Capaldi entrò nel cast e venne riportato che Pete Davidson sarebbe apparso nel film in un cameo. Nello stesso mese Gunn annunciò l'intero cast del film, che comprende, oltre ai nomi già citati, anche Mayling Ng, Sean Gunn, Juan Diego Botto, Alice Braga, Tinashe Kajese, Julio Ruiz, Jennifer Holland e Michael Rooker.
In seguito venne rivelato che Sylvester Stallone avrebbe dato voce a King Shark, e confermò i ruoli di Elba come Bloodsport, Braga come Sol Soria, Fillion come T.D.K., Davidson come Blackguard, Rooker come Savant, Gunn come Weasel, Capaldi come Thinker, Borg come Javelin, Ng come Mongal, Botto come Silvio Luna, Cosío come Suarez, Reid come Tyla, Kajese come Flo Crawley, e Ruiz come Milton. Agee interpretò King Shark sul set come riferimento per la motion capture, e interpreta inoltre John Economos. Gunn aggiunse inoltre che Joker non sarebbe apparso nel film, spiegando che il personaggio non appare mai nei fumetti di Ostrander.

### Riprese
Le riprese del film sono iniziate a fine settembre 2019 ai Pinewood Studios di Atlanta, con Henry Braham come direttore della fotografia. La produzione si spostò in seguito a Panama, ed è terminata ufficialmente il 28 febbraio 2020.

### Post-produzione
Fred Raskin e Christian Wagner sono i montatori del film. Gli effetti visivi sono curati da Framestore, Weta Digital, Trixter, Scanline VFX e Cantina Creative. La post-produzione del film avvenne in larga parte in remoto a causa della pandemia di COVID-19. Nel dicembre 2020 Gunn confermò che il montaggio del film era terminato, e nel febbraio 2021 annunciò il completamento del film.

## Colonna sonora
La colonna sonora del film è composta da John Murphy. Inizialmente venne riportato che le musiche sarebbero state composte da Tyler Bates, che aveva collaborato con Gunn in tutti i suoi film, ma il compositore venne in seguito sostituito da Murphy. Bates ha tuttavia composto alcune musiche usate da Gunn sul set del film.

## Promozione
Una featurette sul dietro le quinte del film venne distribuita il 22 agosto 2020 durante il DC FanDome. Il 26 marzo 2021 venne distribuito il primo trailer.

## Distribuzione
The Suicide Squad è stato distribuito negli Stati Uniti dal 5 agosto 2021 nelle sale cinematografiche e in contemporanea dal 6 agosto 2021 su HBO Max, in Italia dal 2 agosto 2021 e in anteprima dal 31 luglio. Il film negli Stati Uniti ha ricevuto il divieto ai minori di 17 anni non accompagnati da un adulto per la presenza di linguaggio forte, contenuto sessuale e violenza estrema.

## Accoglienza

### Incassi
A fronte di un budget di $ 185 milioni, il film ha incassato globalmente 168 717 425 $, risultando un flop.

### Critica
Sull'aggregatore di recensioni Rotten Tomatoes, The Suicide Squad detiene un punteggio di approvazione del 90% basato su 383 recensioni, con una valutazione media di 7,5 su 10. Il consenso della critica del sito recita: "Ravvivato dalla visione singolarmente distorta dello scrittore-regista James Gunn, The Suicide Squad segna un rimbalzo divertente e veloce che gioca sui punti di forza violenti e anarchici del materiale originale". Su Metacritic ha un punteggio medio di 72 su 100 basato su 54 recensioni, che indica "recensioni generalmente favorevoli". Il pubblico intervistato da CinemaScore ha dato al film un voto medio "B+" su una scala da A+ a F, lo stesso punteggio del primo film, mentre PostTrak ha riferito che l'83% dei membri del pubblico gli ha dato un punteggio positivo, con il 62% che afferma che sicuramente lo consiglierebbe.
Alonso Duralde di TheWrap ha scritto: "The Suicide Squad non è affatto perfetto, ma come i film di Deadpool, è una vetrina per ciò che può accadere quando a un film di supereroi viene permesso di essere vivace, consapevole di sé e sardonico mentre si concede anche violenza, sangue e linguaggio hard-R. L'ultima creazione di Gunn non è priva di momenti che trascinano, ma quando si apre, si apre brillantemente." Leah Greenblatt di Entertainment Weekly ha dato al film un voto C+ e ha scritto: "La sceneggiatura, di conseguenza, si agita e sussulta insieme a una sorta di gioia festosa forzata, il suo numero crescente di morti è contrappuntato da battute stupide e spunti martellanti della colonna sonora. Una buona metà delle battute non arriva, ma a differenza degli slogan senza gioia del suo predecessore, la versione di Gunn almeno celebra l'assurdità." Peter Bradshaw di The Guardian ha dato al film 3 stelle su 5 e lo ha definito "un film lungo, rumoroso, spesso godibile e divertente che fa lampeggiare gli occhi e martella i timpani e copre tutte le basi". Lorenza Negri di Wired definì il film "un'opera insolente, violenta e fantasiosa, che finalmente libera il genere supereroistico dalle edulcorazioni imposte da ragioni commerciali".

## Riconoscimenti
- 2022 – Critics' Choice Super Awards[81]
  - Candidatura per il Miglior film sui supereroi
  - Candidatura per la Miglior attore in un film sui supereroi a John Cena
  - Candidatura per la Miglior attore in un film sui supereroi a Idris Elba
  - Candidatura per la Miglior attrice in un film sui supereroi a Margot Robbie
- 2022 – Costume Designers Guild Awards[82]
  - Candidatura per Excellence in Fantasy Film a Judianna Makovsky
- 2022 – Make-Up Artists and Hair Stylists Guild[83]
  - Make-Up Artists and Hair Stylists Guild Award for Best Contemporary Make-Up in a Feature-Length Motion Picture a Heba Thorisdottir, Greg Funk, Sabrina Wilson e Jillian Erickson
  - Make-Up Artists and Hair Stylists Guild Award for Best Special Make-Up Effects in a Feature-Length Motion Picture a Shane Mahan, Brian Sipe, Matt Sprunger e Greg Funk
  - Make-Up Artists and Hair Stylists Guild Award for Best Contemporary Hair Styling in a Feature-Length Motion Picture a Janine Rath-Thompson, Michelle Diamantides, Melizah Wheat e Kristen Saia
- 2022 – Visual Effects Society Awards[84]
  - Candidatura per Outstanding Created Environment in a Photoreal Feature a Nick Cattell, Jason Desjarlais, Matt Fitzgerald e Jerome Moo (per Valle Del Marre)
  - Candidatura per Outstanding Model in a Photoreal or Animated Project a Simon Dean Morley, Cedric Enriquez Canlas, Layne Howe e Alberto R. S. Hernandez (per Jötunheim)
  - Candidatura per Outstanding Effects Simulations in a Photoreal Feature a David R. Davies, Rogier Fransen, Sandy Sutherland e Brandon James Fleet (per Distruzione della città di Corto Maltese)
- 2022 – Annie Award[85]
  - Candidatura per Miglior animazione dei personaggi in un film live-action a Thomas Becker, Daniel Cavalcante, Philipp Winterstein, Victor Dinis e Thiago Martins
- 2022 – Satellite Award[86]
  - Migliori effetti visivi a Jonathan Fawkner, Kelvin McIlwain, Dan Sudick e Guy Williams
  - Candidatura per il Migliori controfigure cinematografiche
- 2021 – E! People's Choice Awards[87]
  - Candidatura come Star in un film del 2021 a Margot Robbie
- 2022 – Hollywood Critics Association Film Awards
  - Candidatura per Miglior film d’azione
  - Candidatura per Migliore performance animata o VSX a Sylvester Stallone
  - Candidatura per Migliori effetti speciali
- 2022 – Hollywood Music in Media Awards[88]
  - Candidatura per Best Original Score in a Sci-Fi/Fantasy Film a John Murphy
- 2022 – Golden Trailer Awards[89]
  - Candidatura per Miglior trailer di successo dell'estate 2021 a The Suicide Squad No Problemo Trailer
  - Candidatura per Miglior trailer di successo dell'estate 2021 a The Suicide Squad Rebellion Trailer

## Spin-off
Nel settembre 2020 venne annunciato Peacemaker, uno spin-off televisivo incentrato sul personaggio di Peacemaker, interpretato da Cena. Gunn iniziò a lavorare alla serie durante la pandemia di COVID-19, e figura come sceneggiatore di tutti gli otto episodi e come produttore esecutivo insieme a Safran. È inoltre regista di diversi episodi della serie. Agee e Holland riprendono i loro ruoli come John Economos ed Emila Harcourt dal film. Fanno parte del cast principale anche Robert Patrick, Chris Conrad, Danielle Brooks, e Chukwudi Iwuji. Nel maggio 2021 Freddie Stroma ha sostituito Conrad nel ruolo di Adrian Chase / Vigilante a causa di divergenze creative. La serie ha debuttato su HBO Max nel gennaio 2022, mentre in italia è stata distribuita nel dicembre dello stesso anno su TIMvision. La serie è stata rinnovata per una seconda stagione.
Nel gennaio 2021, Gunn rivelò di avere idee per ulteriori spin-off di The Suicide Squad, ed è stato confermato che è basato su un personaggio di The Suicide Squad alla fine del mese. HBO Max non aveva dato il via libera alla serie, per la quale la scrittura doveva ancora iniziare, ma si diceva che il servizio di streaming fosse "alto" all'idea in base all'entusiasmo di Gunn per essa. Il mese successivo, Gunn ha detto che avevano "lavorato pesantemente" sulla serie e che era "molto avanzato", e ha detto che ulteriori dettagli dovrebbero essere rivelati presto. È stato riferito nel maggio 2022 che la serie avrebbe avuto come protagonista Amanda Waller, ma Gunn ha dichiarato un mese dopo che la serie era separata da un potenziale progetto di Amanda Waller, anche se ci sarebbe stata "una certa fusione" tra i personaggi di Peacemaker nella serie. Christal Henry è stato incaricato per scrivere e fungere da produttrice esecutiva insieme a Gunn e Safran. Davis era in trattative per riprendere il suo ruolo e anche come produttrice esecutiva della serie, che avrebbe dovuto basarsi sulle apparizioni di Waller in Peacemaker che ha rivelato pubblicamente il suo lavoro con la Suicide Squad. È stato rivelato nel gennaio 2023 che la serie si intitolerà Waller e sarà parte del DC Universe (DCU).

## Sequel
Nel luglio 2021, Gunn ha dichiarato di avere idee per un film sequel che andasse in una direzione diversa dal semplice assemblaggio di una nuova squadra di Suicide Squad. Nel giugno 2022, Gunn ha dichiarato che c'erano state discussioni su un sequel di The Suicide Squad e che lo stava prendendo in considerazione per il suo prossimo lungometraggio, ma la sua attenzione era rivolta alla televisione per il prossimo futuro dopo la sua esperienza positiva nella realizzazione di Peacemaker. Nel giugno successivo, Gunn ha detto che non ci sarebbe stato un sequel.